# Districte d'Inhassunge
El districte d'Inhassunge és un districte de Moçambic, situat a la província de Zambézia. Té una superfície de 745 kilòmetres quadrats. En 2007 comptava amb una població de 91.196 habitants. Limita al nord amb el municipi de Quelimane i amb el districte de Nicoadala, a l'oest amb el districte de Mopeia, al sud amb el districte de Chinde i a l'est amb l'oceà Índic.

## Divisió administrativa
El districte està dividit en dos postos administrativos (Gonhane i Mucupia), compostos per les següents localitats:
- Posto Administrativo de Gonhane:
  - Gonhane
- Posto Administrativo de Mucupia:
  - Chirimane
  - Ilova
  - Mucupia